# Śląskie Techniczne Zakłady Naukowe
Śląskie Techniczne Zakłady Naukowe (Śl.TZN, Śląskie Techniczne) – średnia szkoła techniczna mieszcząca się w Katowicach przy ulicy Sokolskiej 26.

## Historia

### Okres przedwojenny
Przez blisko 600 lat wschodnia część Górnego Śląska (kraina o tej nazwie znana od co najmniej XIV wieku) była poza państwem polskim. Nie istniało średnie szkolnictwo techniczne z nauczanym językiem polskim. Po przyłączeniu do RP wschodniej części Górnego Śląska w 1922 z czasem zaczęło brakować wykształconych pracowników. Przyczyną była emigracja na poza polską część Górnego Śląska i dalej w głąb nowego państwa niemieckiego specjalistów, górnośląskich Niemców i Górnoślązaków słowiańskich oraz zwiększająca się liczba zakładów potrzebująca nowych rąk do pracy. Dotychczasowe szkolnictwo miało niewystarczający potencjał, wymagało stworzenia nowoczesnej szkoły. Braki w specjalistach uzupełniano spośród absolwentów miejscowych szkół technicznych m.in. Szkole Przemysłowej w Bielsku, Szkole Budowlanej w Katowicach (obecnie budynek AMuz), Wojewódzkiej Szkole Mechanicznej i Hutniczej w Chorzowie, Szkole Górniczej w Tarnowskich Górach oraz spoza województwa śląskiego w Szkole Górniczej i Hutniczej w Dąbrowie Górniczej i spoza RP w Szkole Budowy Maszyn w Gliwicach (budynek „czerwona chemia” PŚ).
Po czterech latach I wojny światowej i ustanowieniu Statutu Organicznego Województwa Śląskiego z dnia 15 lipca 1920 roku, wschodnią część Górnego Śląska po powstaniach i plebiscycie przyznano Rzeczypospolitej Polskiej. Duże zapotrzebowanie na specjalistów przemysłu metalurgicznego, elektromaszynowego i chemicznego wiązało się z intensywną rozbudową szkolnictwa technicznego. Mimo iż istniało szkolnictwo średnie, szkół technicznych było zaledwie kilka, m.in. Szkoła Włókiennicza w Bielsku, Szkoła Górnicza w Tarnowskich Górach, Szkoła Budowlana w Katowicach oraz Wojewódzka Szkoła Mechaniczna i Hutnicza w Chorzowie.
Ujednolicenie organizacji szkół zawodowych na Górnym Śląsku było przedmiotem starań władz województwa śląskiego. 11 lutego 1925 roku Sejm Śląski uchwalił rezolucję, wzywającą Radę Wojewódzką do przedłożenia Sejmowi projektu ustawy o jednolitej organizacji szkolnictwa zawodowego w całym województwie. Z polecenia Wojewody Śląskiego Michała Grażyńskiego postanowiono połączyć wszystkie szkoły techniczne w tym rejonie i stworzyć jedną wielowydziałową, specjalizującą się w wielu kierunkach technicznych.
Z powodu braku możliwości spełnienia wymagań tej ogromnej inwestycji pierwsze dwie lokalizacje nie zostały zaakceptowane. Teren u zbiegu ulic Mikołowskiej oraz Żwirki i Wigury był za mały (planowano tu później zbudować bursę dla ok. 1400 uczniów szkoły, a ostatecznie po II wojnie światowej zbudowano tu Pałac Młodzieży), a tereny w Ligocie zarezerwowane zostały dla zamysłu Politechniki Śląskiej (obecnie rejon Szpitala Kolejowego). We wrześniu 1928 rozpoczęto przy ulicy Zygmunta Krasińskiego budowę gmachu o kubaturze 172 tys. metrów sześciennych, która trwała 3 lata. Projekt opracowali warszawscy inżynierowie architekci Jadwiga Dobrzyńska i Zygmunt Łoboda. Inwestorem był Wydział Oświecenia Publicznego Województwa Śląskiego.
Założono, że zespół piętnastu szkół, obliczony na 1600 uczniów, będzie zatrudniał 140 nauczycieli i instruktorów, a wraz z administracją i obsługą - ok. 220 osób. Koszty budowy wyliczono na ok. 12 milionów ówczesnych złotych, zaś drugie tyle przewidziano na wyposażenie szkoły, a zwłaszcza wielu specjalistycznych pracowni i warsztatów. Wydatki na funkcjonowanie tego zespołu oceniono na ok. 2 miliony złotych rocznie. Ostatecznie koszt budowy wyniósł prawie 13 milionów złotych.
Na uroczystości poświęcenia kamienia węgielnego przybył wojewoda śląski Michał Grażyński i Prezydent Rzeczypospolitej Polskiej prof. inż. Ignacy Mościcki. Szkoła zainaugurowała swoją działalność 30 marca roku szkolnego 1930–31. 1 września 1930 r. w pierwszym ukończonym, zachodnim skrzydle budynku rozpoczęło rok szkolny pięć szkół: szkoła budownictwa naziemnego, szkoła podmajstrzych budowlanych, szkoła budownictwa drogowego, szkoła mistrzów drogowych i szkoła administracji kolejowej i przemysłowej.
Personelowi szkoły nadano zaszczytny tytuł Śląskich Funkcjonariuszy Wojewódzkich. Wielkość szkoły powodowała, że była drugą co do wielkości szkołą tego typu w Europie. Dysponowała łącznie 762 salami lekcyjnymi, pracowniami i warsztatami o bogatym wyposażeniu, m.in. najlepiej w Polsce wyposażonym laboratorium badań wytrzymałości materiałów i własną halą hutniczą z piecem odlewniczym. Posiadała kotłownię zdolną wyprodukować 20 ton pary na godzinę i elektrownię o mocy 735 kW. Gmach nazywano „pałacem techników”. W założeniach, po pewnym czasie miała się przekształcić w Politechnikę Śląską. Pierwszym dyrektorem Śl.TZN od 1 stycznia 1930 został inż. Marian Klimko (pełnił tę funkcję do 1 maja 1933 roku). Poświęcenia gmachu Śl.TZN dokonał 21 października 1933 r. ordynariusz Diecezji Katowickiej ks. biskup Stanisław Adamski, w obecności Prezydenta Rzeczypospolitej Polskiej Ignacego Mościckiego, wojewody śląskiego Michała Grażyńskiego oraz marszałka Sejmu Śląskiego Konstantego Wolnego. Na 180 wolnych miejsc (których planowano więcej) zgłosiło się 560 kandydatów.
Przed wojną w murach szkoły w ciągu 4 lat kształcili się technicy mechanicy, elektrotechnicy, technicy budowlani, drogowi i chemicy. Znajdowała się tam czteroletnia szkoła administracji kolejowej i przemysłowej, dwu- i trzyletnia szkoła mistrzów maszynowych, elektrotechnicznych, budowlanych, drogowych, koksowniczych, gazowniczych, hutniczych i laborantów chemicznych. Przeniesiono tu m.in. szkołę mechaniczną i hutniczą z Chorzowa. Zgromadzenie w jednej szkole kilku typów specjalizacji dawało możliwość obrania jednolitego kierunku wychowawczego, pełnego doboru grona nauczycielskiego oraz lepszego wyposażenia sal, pracowni i warsztatów, które mogły służyć kilku wydziałom.
W tamtym okresie nauka w Śląskich była płatna, zaś cena ustalana była przez rozporządzenie wojewody śląskiego. Dla techników mechaników i elektryków opłata administracyjna wynosiła 96 zł, zaś dla techników chemików 106 zł. Opłata była półroczna. Mimo to młodzież przybywała licznie, nawet spoza województwa, dlatego też zaistniała konieczność stworzenia bursy dla uczniów, której budowę przerwał wybuch II wojny światowej.
Jednym z nauczycieli był inż. Michał Ornatkiewicz.

### Okres II wojny światowej
Na miesiąc przed rozpoczęciem Kampanii Wrześniowej gmach Śląskich Technicznych Zakładów Naukowych przekazano 73 Pułkowi Piechoty oraz mającemu powstać Batalionowi Obrony Narodowej. Zgodnie z decyzją władz wojewódzkich Śl.TZN ewakuowano na wschód do Lwowa. Komendantem ewakuacji szkoły mianowano prof. Włodzimierza Stahla, nauczyciela języka polskiego i historii (później dyrektora Opery Śląskiej w Bytomiu). Zajęcia we Lwowie prowadzone były do 25 marca 1940 roku. W wojnie obronnej we wrześniu 1939 roku brało udział 24 nauczycieli i pracowników, w ruchu oporu 12, zaś w prowadzeniu i organizacji tajnego nauczania 36. Nie wcieleni do wojska, w obawie przed represjami, opuścili Śląsk, wywożąc z sobą akta szkolne. W czasie okupacji Katowic gmach Śl.TZN przekształcono w niemiecką szkołę inżynieryjną. Po zwycięstwie aliantów nad III Rzeszą, Górny Śląsk ponownie należał do Polski, zaś Śl.TZN z polecenia wojewody śląsko-dąbrowskiego Aleksandra Zawadzkiego wznowiły swoją działalność. Przedwojenni absolwenci otrzymali wtedy tytuł inżyniera w uznaniu wartości przedwojennej matury i poziomu kształcenia.

### Okres powojenny

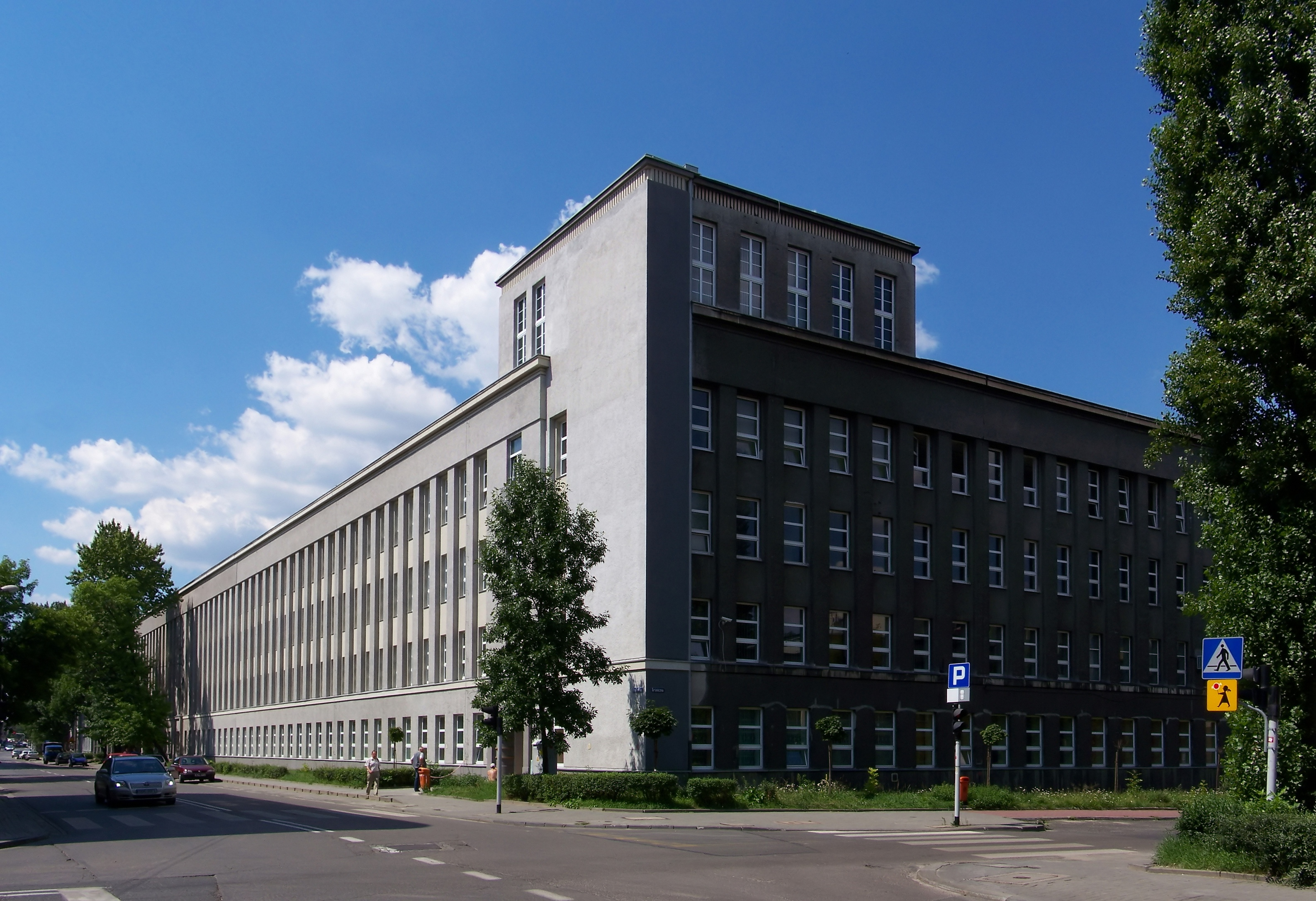
Dawny gmach Śląskich Technicznych Zakładów Naukowych przy ul. Krasińskiego

Ponowne otwarcie placówki po pięciu latach okupacji nie było łatwe, wiązało się bowiem z ofiarnym gromadzeniem sprzętu dla warsztatów i laboratoriów, utraconego po II wojnie światowej, oraz opału, którego brak wyraźnie przeszkadzał w edukacji. Mimo wszystko 1 marca 1945 roku, 395 uczniów rozpoczęło naukę przerwaną wojną. 1 września 1945 roku Śląskie Techniczne Zakłady Naukowe rozpoczęły rekrutację do klas pierwszych na kierunki elektryki, mechaniki, energetyki i chemii. 5 października 1945 roku dyrektor szkoły otrzymał z rąk wojewody śląsko-dąbrowskiego sztandar szkoły.
Odbudowujący się przemysł potrzebował specjalistów. Do roku 1951 szkoła podlegała Kuratorium Śląskiego Okręgu Szkolnego, po czym przejęło ją Ministerstwo Przemysłu Ciężkiego, przez co szkoła stała się instytucją resortową i zmieniła nazwę na Technikum Hutnicze, w skład którego wchodziły wydziały: hutniczy, chemiczny, elektryczny, energetyczny, mechaniczny I oraz II planowania i normowania oraz wydział dla pracujących. W 1955 roku likwidacji poddano wydział hutniczy, reaktywowany po czterech latach w 1959 roku, z inicjatywy nowego zarządu Zjednoczenia Hutnictwa Żelaza i Stali MPC w Katowicach. W 1958 roku szkoła wspierana przez ZHŻiS odzyskała wcześniejszą nazwę jako wyraz podtrzymania tradycji. Wówczas poddano likwidacji wydział planowania i normowania, a wydziały elektryczny i energetyczny połączono w elektroenergetyczny; podobnie postąpiono z wydziałami mechanicznymi. Po pewnym czasie z wydziału elektroenergetycznego wydzielono specjalność energetyki cieplnej, zaś dla nowych wymagań przemysłu otwarto na wydziale elektrycznym nową specjalność – elektronikę, na mechanicznym – automatykę, na hutniczym – transport wewnątrzzakładowy oraz maszyn i urządzeń hutniczych, zaś na chemicznym – specjalność sposobów zabezpieczeń przeciwkorozyjnych.
Od 1 lutego 1952 do 31 grudnia 1966 dyrektorem ŚTZN był Faustyn Krahl.
W 1972 roku, na mocy porozumienia zawartego pomiędzy ówczesnym rektorem Politechniki Śląskiej a dyrektorem ZHŻiS, budynek Śl.TZN został oddany jako ośrodek naukowo-dydaktyczny Politechniki, zaś uczniom Śląskich gwarantowano postawienie trzech budynków w różnych miastach, po 800 uczniów do każdej placówki. Nie pomogły petycje kierowane do władz politycznych i oświatowych, zaś budowa nowych obiektów nigdy nie została zrealizowana przez Politechnikę.
W tym stanie szkołę przeniesiono do pomieszczeń zastępczych. Wydział hutniczy razem z dyrekcją i administracją szkoły przeszedł do budynku Zespołu Szkół Mechaniczno-Elektrycznych w Katowicach przy ul. Zawadzkiego 26 (dzisiejsza ul. Sokolska), wydział chemiczny do Technikum Hutniczego w Katowicach-Szopienicach, wydział mechaniczny wraz z wydziałem dla pracujących do budynku ZSZ Huty Baildon. Wydział elektryczny i część klas hutniczych ulokowano w nowo zbudowanym budynku szkolnym dla szkół przyzakładowych Huty im. F. Dzierżyńskiego, DAMEL i DEFUM w Dąbrowie Górniczej. Warsztaty i internat pozostały na swoim miejscu do roku szkolnego 1973–1974, później przeniesiono je do Dąbrowy Górniczej. Pociągnęło to za sobą konieczność pewnych zmian organizacyjnych. W miejsce dotychczas prawie samodzielnych wydziałów powstały dwa zakłady, jeden w Katowicach pod kierunkiem mgra inż. Henryka Dydkowskiego, a drugi w Dąbrowie Górniczej kierowany przez mgr inż. Mariana Karkowskiego. Decyzją Kuratora Oświaty i Wychowania z dnia 8 czerwca 1975 roku, połączono Śl.TZN i Zespół Szkół Mechaniczno-Elektrycznych w jedną jednostkę o nazwie Śląskie Techniczne Zakłady Naukowe, z siedzibą w budynkach przy ulicy Zawadzkiego, w których szkoła mieści się do tej pory.

## Śląskie dzisiaj

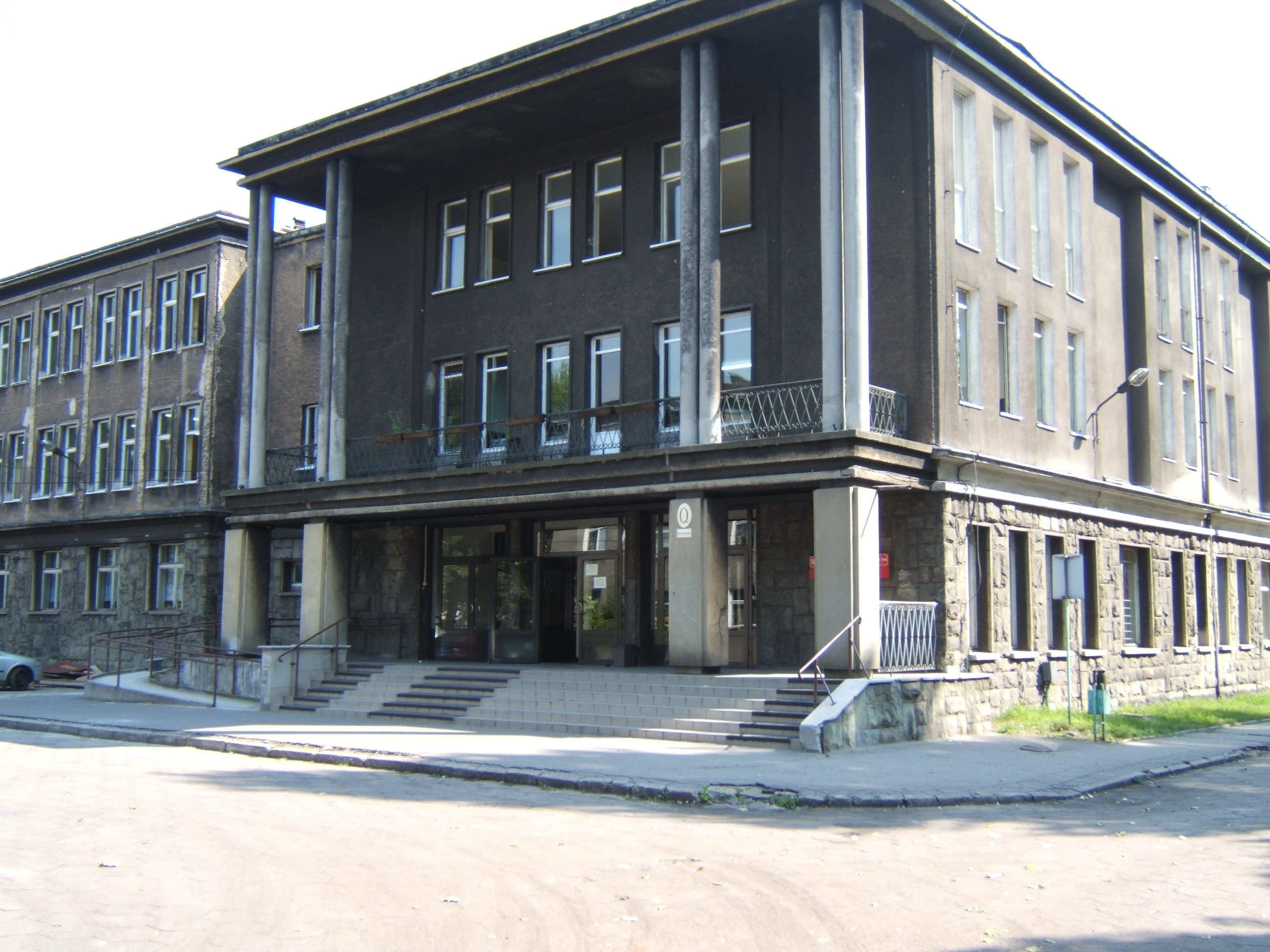
Budynek główny

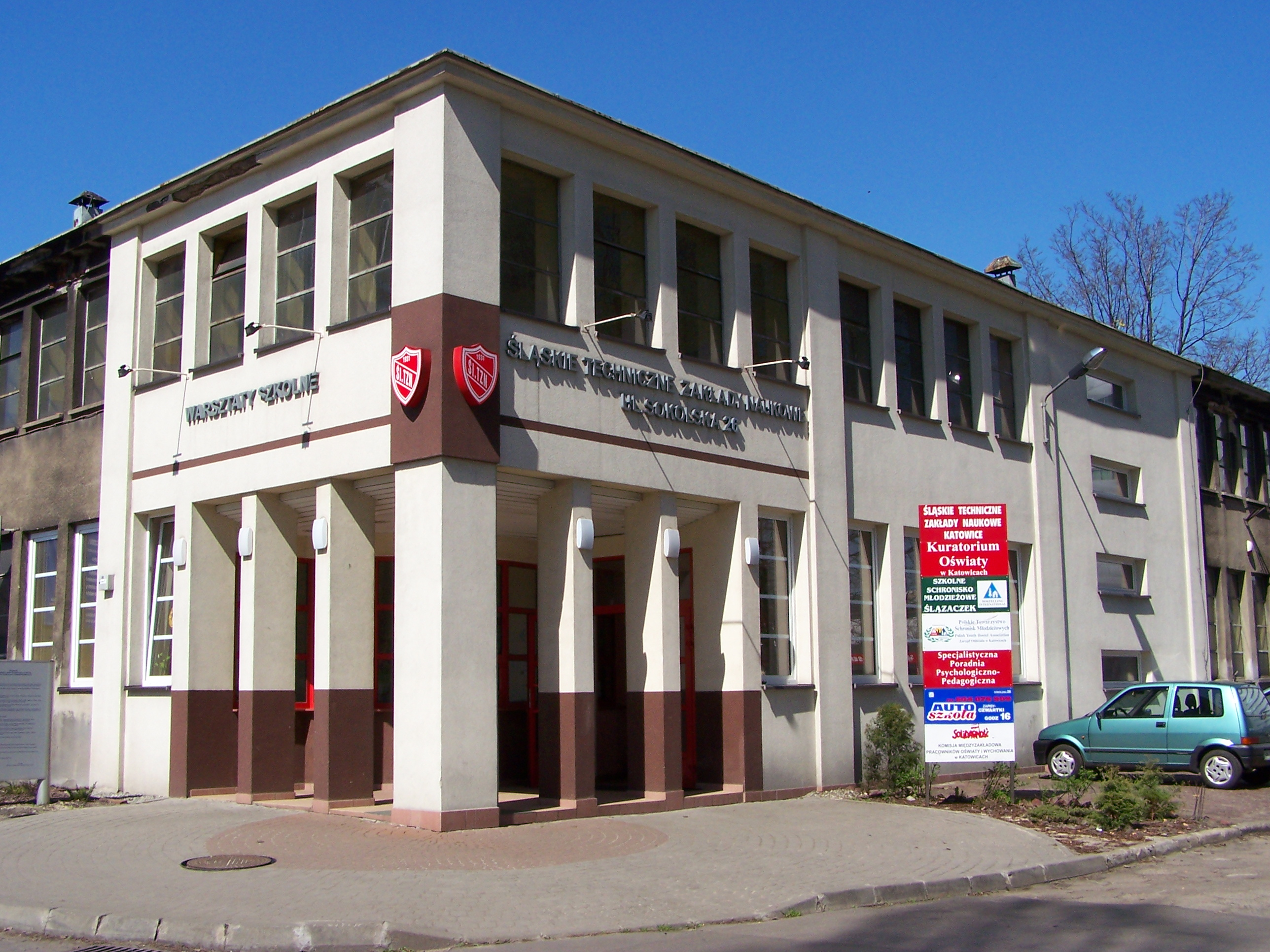
Warsztaty szkolne

### Budynek
Śląskie Techniczne Zakłady Naukowe składają się z 3 budynków: głównego budynku, Szkolnego Schroniska Młodzieżowego „Ślązaczek” i warsztatów szkolnych, na terenie 23 822 m².
Szkoła posiada centrum informacji naukowo-dydaktycznej, aulę, siłownię, salę gimnastyczną, 55 sal lekcyjnych, pracownie ekologiczne, pracownie informatyczne posiadające 80 stanowisk komputerowych, pracownię przysposobienia obronnego, pracownię BHP, pracownie chemiczne, pracownie zastosowania informatyki w technice CAD/CAM, a także bufet oraz architekturę sprzyjającą niepełnosprawnym.
Laboratoria szkolne, w których kształci się techników analityków oraz techników ochrony środowiska, umożliwiają szkolenie w zakresie techniki laboratoryjnej, analizy jakościowej, analizy ilościowej, instrumentalnej, technicznej, jak również preparatyki organicznej i nieorganicznej. Warsztaty szkolne dzielą się na: dział ślusarski, dział mechaniczny-tokarski, dział mechaniczno-frezarski, dział mechaniczno-szlifierski, dział mechaniczny maszyn różnych, pracownię spawalniczą, pracownię kontroli technicznej, pracownię obrabiarek CNC, pracownię komputerową sterowania pneumatycznego, pracownię elektryczną, pracownię elektroniczną oraz sale wykładowe. W budynku szkoły znajduje się również: Centrum Opieki nad Dzieckiem Niepełnosprawnym, Stowarzyszenie Elektryków w Polsce, Polskie Towarzystwo Schronisk Młodzieżowych.

### Funkcjonowanie szkoły
Szkoła bierze udział w programach międzynarodowych m.in. Comenius, Globe, Socrates-Arion i wymiany uczniów z Norwegią. Śl.TZN umożliwiają uczniom rozwój umiejętności poprzez koła zainteresowań takie jak: koło krzewienia kultury Górnego Śląska, koło ekologiczne, koło LOP, koło PTTK, koło PCK, koło informatyczne, koło filmowe w języku angielskim, koło teatralne, koło modelarskie, koło młodzieżowych doradców, koło filatelistyczne PZF, klub europejski, klub wolontariatu, zespół muzyczny, zespół taneczny, klub debat w języku angielskim i języku polskim, koło mechatroniczno-programistyczne, szkolny klub sportowy. Szkoła współpracuje z Wydziałem Zdrowia i Kształtowania Środowiska Urzędu Miasta Katowice w programie „Monitoring wybranych wód”.
Obecnie w murach Śląskich kształcą się specjaliści:
w Technikum Nr 17:
- technik analityk
- technik ochrony środowiska
- technik mechatronik
- technik elektryk
- technik energetyk
- technik elektronik
- technik mechanik
- technik teleinformatyk
- technik informatyk

### Kadra kierownicza i dydaktyczna[4]
- Dyrektor mgr Aneta Łosiewicz
- Dyrektor ds. organizacyjnych mgr Grzegorz Śladowski
- Dyrektor ds. pedagogicznych mgr Danuta Kleinert
- Kierownik Warsztatów Szkolnych Vacat
- Z-ca kierownika Warsztatów Szkolnych Vacat
- Kierownik Szkolnego Schroniska Młodzieżowego „Ślązaczek” Joanna Haśnik
- Kierownik gospodarczy Ewa Życka-Szumiła

Kadra dydaktyczna to 91 nauczycieli, pracownicy administracji – 16 osób, a pracownicy obsługi – 27.

### Olimpiady i konkursy międzynarodowe
Finalista – XI Olimpiada Przedsiębiorczości.
13. miejsce, tytuł uczestnika w finale – XVIII Olimpiada Wiedzy Elektrycznej i Elektronicznej „EUROELEKTRA”.
Udział w zawodach II stopnia – XLII Olimpiada Wiedzy Technicznej.
Udział w II etapie – I Olimpiada Wiedzy o Społeczeństwie.
Udział w II etapie – XXXIX Olimpiada Języka Niemieckiego.
Udział w etapie diecezjalnym – XXVI Olimpiada Teologii Katolickiej.
Wyróżnienia – Międzynarodowy Konkurs Matematyczny „Kangur”.
Wyróżnienia – X Międzynarodowy Konkurs Informatyczny „Bóbr”.
Polsko-Ukraiński Konkurs Fizyczny „Lwiątko”.
Udział – VIII Międzynarodowy Turniej „Robotic Tournalnent”.

### Konkursy ogólnopolskie
Udział w finale – IV Ogólnopolski Turniej Maszyn Wiatrowych.
Udział w finale – V Ogólnopolski Turniej Maszyn Wodnych.
Ogólnopolski Test Informatyczny – poziom rozszerzony: 25. miejsce w Polsce (2. miejsce województwo); poziom zaawansowany: 18. miejsce w Polsce (1. miejsce województwo).
Udział w finale – VIII Ogólnopolski Konkurs „ELEKTRON”
Udział w Program Akademia el12
Wyróżnienie – XXII Ogólnopolski Konkursu na Pracę Badawczą „Fizyka a Ekologia”.
Wyróżnienie – Ogólnopolski Konkurs Polonistyczny „Fraszka”.
Wyróżnienie – Ogólnopolski Konkurs Fizyczny „EUREKA”
Dobry wynik – XVI Ogólnopolski Konkurs Języka Angielskiego „FOX”
Wyróżnienie – Ogólnopolski Konkurs Plastyczny „Tęcza”.
Bardzo dobry wynik – Ogólnopolski Konkurs „EKO-PLANETA”.
Wyróżnienie – II Ogólnopolski Konkurs Plastyczny „Pozytywka”.
Nagroda publiczności – półfinał Ogólnopolskiego Konkursu Krasomówczego.
Udział – XVII Ogólnopolski Turniej Sztuki Recytatorskiej „Promuj Śląsk”.

### Konkursy wojewódzkie i regionalne
1. miejsce – „Klasówka Powstańcza” dedykowana 95. rocznicy III Powstania Śląskiego.
14. miejsce – XIV Konkurs Wiedzy o Elektryczności „Z elektryką przez świat”.
1. miejsce drużynowo – Katowicki Matematyczny Maraton Maturzystów.
2. miejsce drużyny SKKT PTTK w konkurencjach rajdowych oraz 2.miejsce indywidualnie w konkursie wiedzy turystyczno-krajoznawczej – IV Sportowo-Rekreacyjny Rajd Górski Dzieci i Młodzieży Województwa Śląskiego PRZEGIBEK 2015
3. miejsce w województwie – XLIV Ogólnopolski Młodzieżowy Turniej Turystyczno-Krajoznawczy; na szczeblu miejskim – 1. miejsce.
7. miejsce – XXVI Regionalny Konkurs „Randka z Chemią”.
Udział – VII Wszechstronny Konkurs Konesera Polszczyzny.

### Osiągnięcia sportowe
Mistrzostwa Katowic Szkół Ponadgimnazjalnych:
Szkolna Liga Lekkoatletyczna – 1. miejsce Śl.TZN.
Siatkówka chłopców – 2. miejsce Reprezentacji Śl.TZN.
Pływanie – 3. miejsca: 50m stylem dowolnym; 50m stylem klasycznym; sztafeta 4x50m stylem dowolnym.
Siatkówka plażowa – 8. miejsce.
Piłka ręczna, piłka nożna – udział Reprezentacji Śl.TZN w półfinałach.
Siatkówka dziewcząt – udział w półfinałach.
Koszykówka dziewcząt i chłopców – udział w ćwierćfinałach.
Licealiada Młodzieży Szkolnej Województwa Śląskiego – 2. miejsce w biegu na 100m.
Turniej Unihokeja „Wspólna pasja – unihokej” – 2. miejsce.
VIII Wiosenny Turniej Szachowy – 2. miejsce.
XII Mistrzostwa Katowic w Narciarstwie Alpejskim o Puchar Prezydenta Katowic.

## Absolwenci
Do znanych absolwentów należy m.in.:
- Paweł Berger
- Marian Cholewka
- Ireneusz Dudek
- Grzegorz Dydkowski
- Marian Foik
- Roman Foltyn
- Tomasz Karwowski
- Ryszard Kowalski cichociemny
- Piotr Kupicha
- Jerzy Makula
- Kazimierz Milner
- Stanisław Padlewski
- Jan Rzymełka
- Zygmunt Szkocny
- Henryk Wieczorek
- Włodzimierz Wójcik
- Józef Wojnarowski